# بلو آیلند (ایلینوی)
بلو آیلند، ایلینوی (به انگلیسی: Blue Island, Illinois) یک شهر در ایالات متحده آمریکا با جمعیت ۲۳٬۷۰۶ نفر است که در ایلی‌نوی واقع شده‌است.